# Émile-Louis Truffot
Émile-Louis Truffot, né à Valenciennes le 26 juillet 1843 et mort à Paris le 26 octobre 1895, est un sculpteur français.

## Biographie
Élève de Francisque Duret à l'École des beaux-arts de Paris, Émile-Louis Truffot a sculpté, pour commémorer la lutte du berger Jean-Baptiste Jupille avec un chien enragé, une sculpture en bronze présente sous la voute de la crypte mortuaire de Louis Pasteur et représentée sur l’avers du billet de cinq francs émis le 5 mai 1966 par la Banque de France et en circulation jusqu’en 1972. On lui doit également le Monument à Bougainville ornant les façades de l’hôtel de ville de Paris.
Il est inhumé à Paris au cimetière du Père-Lachaise (15e division),.

## Œuvres
- l'Amour et la Folie[3].

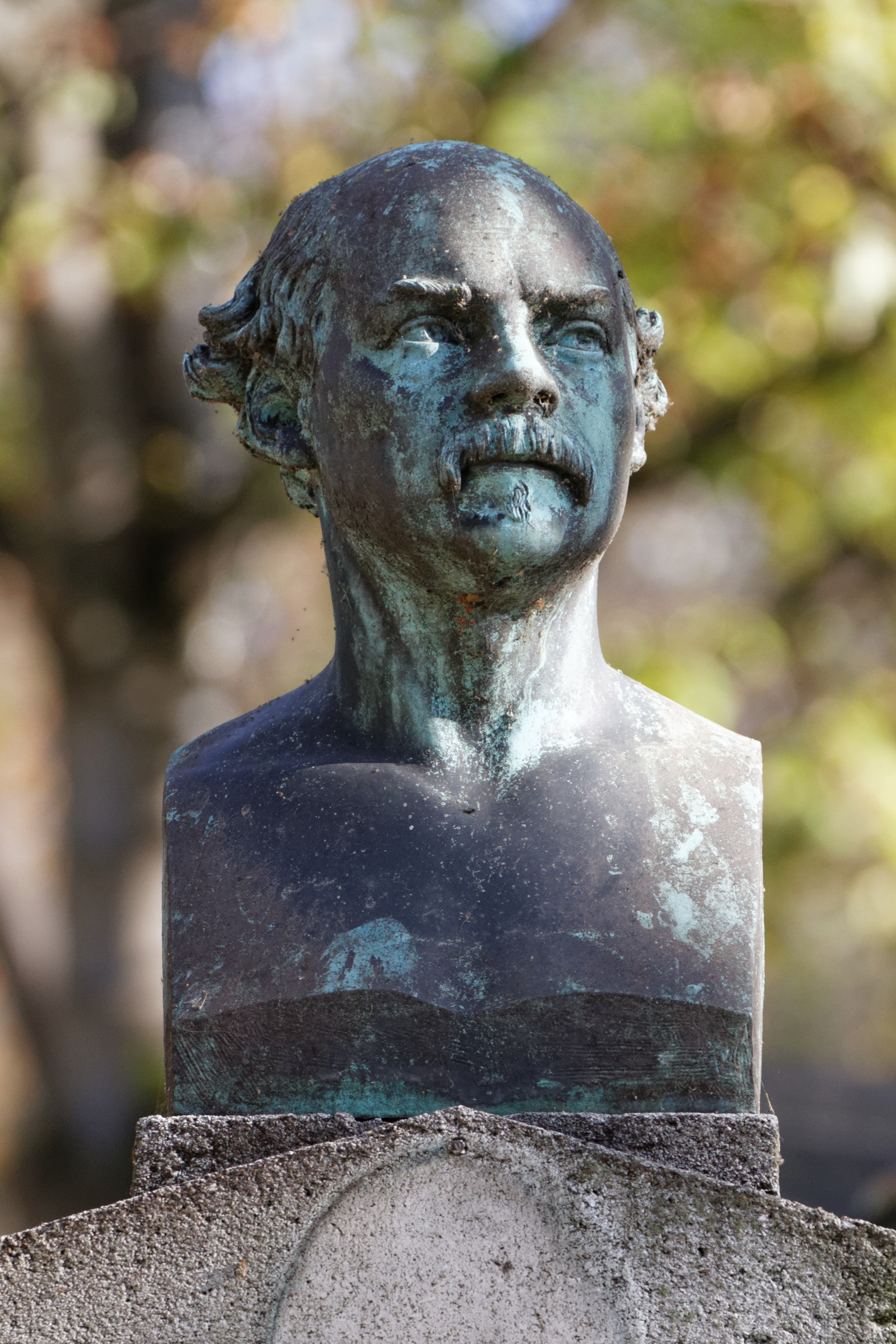
Victor Alexandre Laurent, Paris, cimetière du Père-Lachaise.

- Le berger Jupille luttant avec un loup enragé, 1900[3].
- Homme au chien, 1887.
- Jeune fille mauresque, 1878.
- Renard tenant un faisan dans sa gueule.
- La Personnification des arts, 1875.
- Griffon à l’arrêt.
- Fortuna.
- Le Renard.
- Braconnier (étude de renard).
- Une fille et son chien.
- Fille de ferme nourrissant une vache.
- Victor Alexandre Laurent, buste en bronze ornant sa tombe, Paris, cimetière du Père-Lachaise (57e division).
- François Charles Collet, buste en bronze ornant sa tombe, Paris, cimetière du Père-Lachaise (4e division). Œuvre disparue.
- Buste sur la tombe de la famille Truffot, Paris, cimetière du Père-Lachaise.

### Sources
- Société de l’histoire de l’art français, Nouvelles archives de l’art français, Paris, F. de Nobele, 1973, p. 177.